# Taeniaptera
Taeniaptera is een vliegengeslacht uit de familie van de spillebeenvliegen (Micropezidae).

## Soorten
- T. lasciva (Fabricius, 1798)
- T. trivittata Macquart, 1835